# Euclasea godmani
Euclasea godmani är en skalbaggsart som beskrevs av Lewis 1888. Euclasea godmani ingår i släktet Euclasea och familjen stumpbaggar. Inga underarter finns listade i Catalogue of Life.